# The Else
The Else è il dodicesimo album in studio del gruppo musicale alternative rock statunitense They Might Be Giants, pubblicato nel 2007.

## Tracce
1. I'm Impressed – 2:39
2. Take Out the Trash – 3:14
3. Upside Down Frown – 2:17
4. Climbing the Walls – 3:15
5. Careful What You Pack – 2:40
6. The Cap'm – 3:11
7. With the Dark – 3:17
8. The Shadow Government – 2:37
9. Bee of the Bird of the Moth – 3:31
10. Withered Hope – 2:54
11. Contrecoup – 3:11
12. Feign Amnesia – 2:29
13. The Mesopotamians – 2:57

## Formazione
- Gruppo
- John Flansburgh - voce, chitarra
- John Linnell - voce, tastiere

Backing band
- Marty Beller - batteria
- Dan Miller - chitarra, piano
- Danny Weinkauf - basso